# Herre, du har anförtrott
Herre, du har anförtrott är en psalm vars text är skriven av Seppo Suokunnas år 1984 och översatt till svenska av Catharina Östman år 1985. Musiken är skriven 1664 av Johann Rudolph Ahle och används även till Käre Jesus, vi är här.

## Publicerad i
- Svensk psalmbok för den evangelisk-lutherska kyrkan i Finland (1986) som nr 249 under rubriken "Kyrkans tjänare".
- Psalmer i 90-talet som nr 821 under rubriken "Kyrkan och gudstjänsten"
- Psalmer i 2000-talet som nr 923 under rubriken "Kyrkan och gudstjänsten"